# Darius Thompson
Darius Jamar Thompson (4 mei 1995) is een Amerikaans basketballer die als shooting guard speelt. Hij tekende in juli 2019 een contract bij New Basket Brindisi in Italië. In het seizoen 2018/19 speelde Thompson voor ZZ Leiden en werd hij verkozen tot Meest Waardevolle Speler van de Dutch Basketball League (DBL).

## Carrière

### ZZ Leiden
In augustus 2018 tekende Thompson een één-jarig contract bij ZZ Leiden. Hij leidde Leiden naar haar eerste NBB-Beker in 7 jaar, met 25 punten in de bekerfinale. In mei 2019 werd Thompson verkozen tot Meest Waardevolle Speler van de Dutch Basketball League (DBL). Leiden werd uitgeschakeld in de halve finale van de play-offs door Donar Groningen (0-3).

### Brindisi
In juli 2019 tekende Thompson een contract voor een jaar met een optie voor nog een jaar bij New Basket Brindisi uit Italië.